# Châlons-en-Champagne
Châlons-en-Champagne es una comuna de Francia, del departamento de Marne, en la región histórica de Champaña-Ardenas. Aunque Reims, en el mismo departamento, tenía mucha mayor población, Châlons es la prefectura departamental y lo era de la región hasta 2015, según lo establecido en la ley n.º 2015-29. Sus 45 829 habitantes son llamados "Châlonnais".

## Historia
La región aledaña a Châlons fue el lugar de la famosa batalla de los Campos Cataláunicos el año 451, entre el Imperio romano de Occidente y sus aliados contra las hordas de Atila el Huno.

## Demografía
| 12 139 | 11 120 | 11 089 | 11 629 | 14 100 | 12 952 | 13 733 | 15 879 | 14 016 | 14 786 | 14 901 | 15 198 | 20 236 | 23 199 | 23 648 | 25 863 | 26 630 | 26 737 | 27 808 | 31 367 | 31 194 | 31 382 | 32 307 | 35 530 | 31 120 | 36 834 | 41 705 | 50 764 | 52 275 | 51 137 | 48 423 | 47 339 | 45 829 | 43 877 |
| Para los censos de 1962 a 1999 la población legal corresponde a la población sin duplicidades (Fuente: INSEE [Consultar]) |        |        |        |        |        |        |        |        |        |        |        |        |        |        |        |        |        |        |        |        |        |        |        |        |        |        |        |        |        |        |        |        |        |

## Transporte
El aeropuerto de Châlons-Vatry, situado 22 km al sur de la ciudad es un importante nodo de carga aérea internacional. Antigua base aérea, el aeropuerto cuenta con servicios de aerolíneas de bajo coste.

## Educación
Una de las más viejas escuelas de la ciudad es Arts et Métiers ParisTech (ENSAM), una gran escuela de ingeniería. Está situada en el centro desde 1806.